# Mythimna fuscilinea
Mythimna fuscilinea is een vlinder uit de familie uilen (Noctuidae). De wetenschappelijke naam van deze soort is voor het eerst geldig gepubliceerd in 1852 door de Graslin.
De soort komt voor in tropisch Afrika.